# Škrlatica
Die Škrlatica ist ein Berg in den Julischen Alpen in Slowenien mit einer Höhe von 2740 m. i. J. Die für ihre schroffen Felswände bekannte Škrlatica bildet den höchsten Punkt der Škrlatica-Martuljek-Gruppe. Jeweils über 1500 Meter tief fällt der Berg Richtung Osten ins Vrata-Tal und Richtung Westen ins Krnica-Tal ab. Über den Südgrat führt ein gesicherter Steig auf den Gipfel.
Nach dem Triglav ist die Škrlatica der zweithöchste Berg Sloweniens.

## Erstbesteigung
Erst im Jahre 1880 gelang die Besteigung der Škrlatica durch Julius Kugy gemeinsam mit den beiden Bergführern Andrej Komac und Matija Kravanja. Zuvor waren viele Besteigungsversuche gescheitert.